# Elvas
Elvas ist eine Stadt (Cidade) und ein Kreis (Concelho) in Portugal mit 20.730 Einwohnern (Stand 19. April 2021). Die Stadt befindet sich auf einem die Ebene beherrschenden Hügel im Distrikt Portalegre der Region Alentejo nahe der spanischen Grenze, etwa 15 km westlich von Badajoz. Hier liegen die größten erhaltenen Bollwerk-Befestigungsanlagen der Welt. Die UNESCO nahm diese und den gesamten historischen Ortskern der Stadt Elvas unter dem Titel Grenz- und Garnisonsstadt Elvas mit ihren Befestigungen 2012 in die Liste des Welterbes auf.

## Geschichte
Seit der Altsteinzeit ist das Gebiet besiedelt. Bei Eintreffen der Römer im 2. Jahrhundert v. Chr. bestand hier eine befestigte keltische Siedlung der Castrokultur. Eine Vielzahl Funde, darunter 23 Villae, belegen die relative Bedeutung des Ortes in der Provinz Lusitanien. Nach Einfall der Westgoten ab dem 5. Jahrhundert eroberten die Mauren Anfang des 8. Jahrhunderts den Ort und bauten auf den römischen Festungsresten bedeutende arabische Festungsanlagen. Nach einer ersten Eroberung 1166 durch Portugals ersten König D.Afonso Henriques wurde Elvas erst 1226 und dann 1230 endgültig christlich. Erste, nach der endgültigen Rückeroberung erteilte Stadtrechte erneuerte König Manuel I. im Jahr 1512. Elvas wurde 1570 zudem Bischofssitz.
Am 14. Januar 1659 war der Ort Schauplatz der Schlacht Batalha de Linha de Elvas, welche wesentlichen Anteil hatte am Ausgang des Restaurationskrieges, in dem Portugal seine Unabhängigkeit von Spanien wiedererlangte.
In Elvas gepflückte und an die spanische Königin Maria Luise von Bourbon-Parma geschickte Orangen gaben dem Orangen-Krieg 1801 seinen Namen. Seine lange Tradition als Festungsstadt setzte sich in Elvas auch im Verlauf der Napoleonischen Invasionen bis 1812 fort. Nachdem Elvas in der Liberalen Revolution 1822 auf Seiten der unterlegenen Absolutisten gestanden hatte, begann ein anhaltender Bedeutungsverlust der Stadt. 1881 verlor Elvas seinen bereits seit 1852 unbesetzt gebliebenen Bischofssitz, wenngleich zwischenzeitlich die Eröffnung der königlichen Straße nach Lissabon 1857 und die Ankunft der Eisenbahn 1863 eine neue, relative Blüte eingeleitet hatten.
Antirepublikanische Putschisten, darunter der spätere Präsident Gomes da Costa, verbüßten hier nach ihrem Putschversuch 1925 Haftstrafen, während denen sie ihren 1926 erfolgreich durchgeführten Staatsstreich planten. Das darauf folgende, seit 1932 etablierte, semifaschistische Estado-Novo-Regime förderte insbesondere in den 1940er Jahren Elvas. Die Stadt erlangte jedoch nie wieder ihre alte Stellung, und mit Portugals EU-Beitritt 1986 verlor sie zudem an Bedeutung als Grenzstadt.
Das durch die Jahrhunderte umkämpfte und stetig weiter befestigte Elvas beherbergt die größten erhaltenen Bollwerk-Befestigungsanlagen der Welt. Seit dem 30. Juni 2012 gehören sie, wie auch das gesamte historische Stadtzentrum, zum Weltkulturerbe der UNESCO.

## Sehenswürdigkeiten und Kultur
Im Kreis Elvas sind 220 Baudenkmäler registriert (Stand: 26. Juli 2013). Zu den bekanntesten gehören dabei das Kastell und die vorgeschobenen Festungen, die Stadtmauern, und der 7540 Meter lange, vierstöckige Amoreira-Aquädukt (Aqueduto da Amoreira), mit Spannweiten von bis zu 14 Metern. Er wurde 1498 begonnen, 1622 fertiggestellt und ist ein Wahrzeichen der Stadt. Eine Vielzahl Sakralbauten, Brunnenanlagen, Schulen, Herrenhäuser, Gärten, und historische öffentliche Gebäude wie die Grenzstation von Caia, das zentrale Kino und das Bahnhofsgebäude stellen die Mehrzahl der geschützten Bauwerke. In der Altstadt befinden sich u. a. die ehemalige, 1537 geweihte Kathedrale und die Kirche des um 1550 gegründeten Klosters Santo Domingo. Die Altstadt mit verwinkelten Gassen und Plätzen, Art-déco-Häusern, Brunnen und Kirchen steht zudem als Ganzes unter Denkmalschutz.
Zu den bedeutendsten Kulturstätten der Stadt zählt seit 2007 das Museum für Moderne Kunst (Museu de Arte Contemporânea), in dem der Öffentlichkeit mit der Colecção António Cachola eine der wichtigsten Privatsammlungen für zeitgenössische portugiesische Kunst zugänglich gemacht wurde. Zwei Militärmuseen, ein Museum für Sakralkunst und ein Architekturmuseum sind einige der weiteren Museen der Stadt.

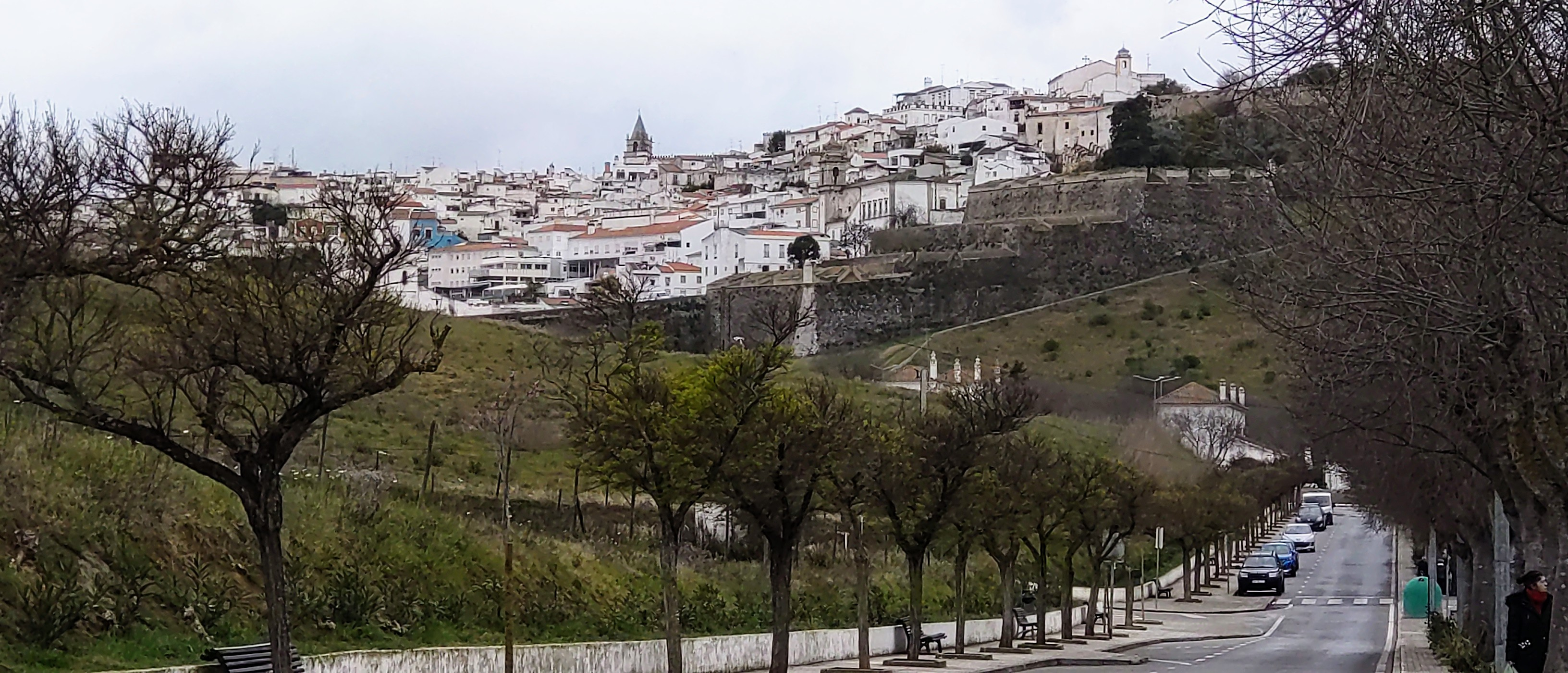
Blick auf Elvas, Blickrichtung Süd-West
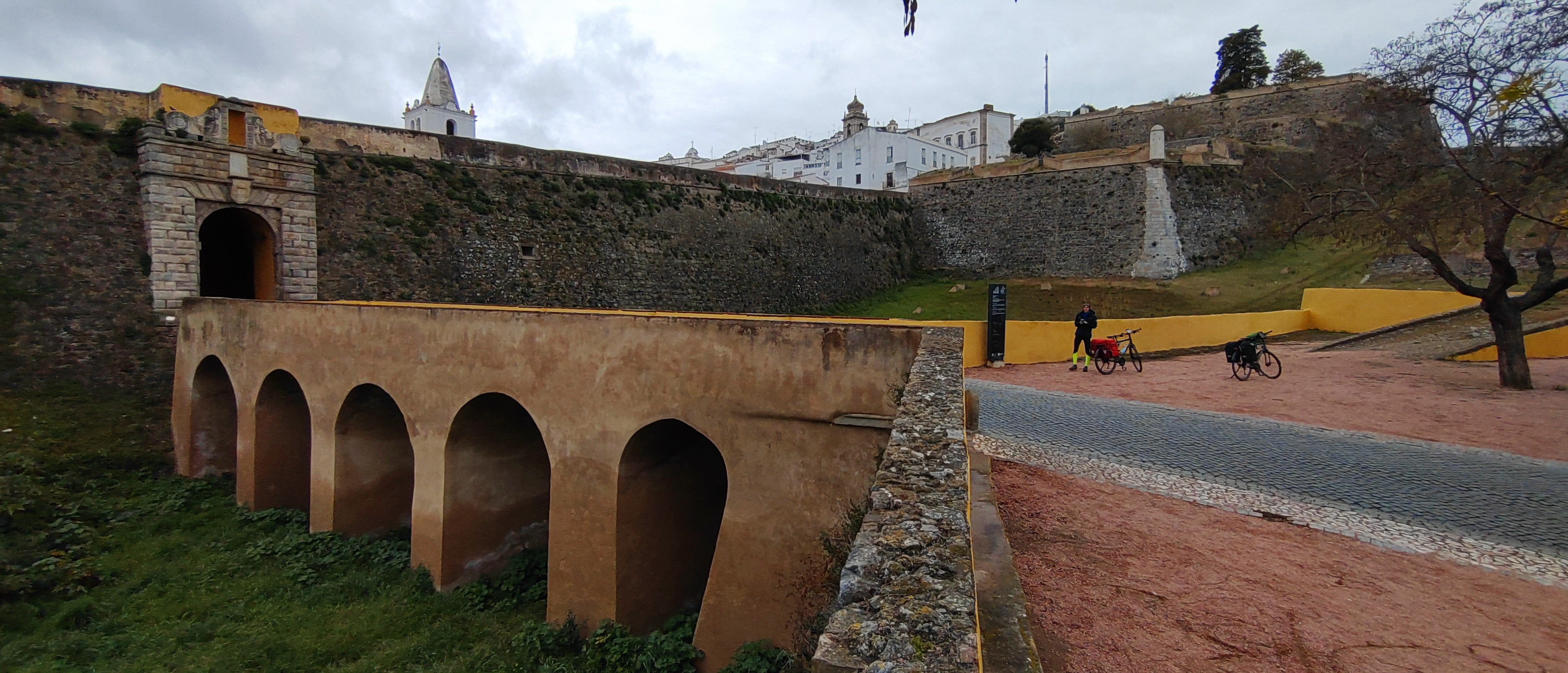
Blick auf das nordöstlich gelegene Stadttor Portas de São Vicente
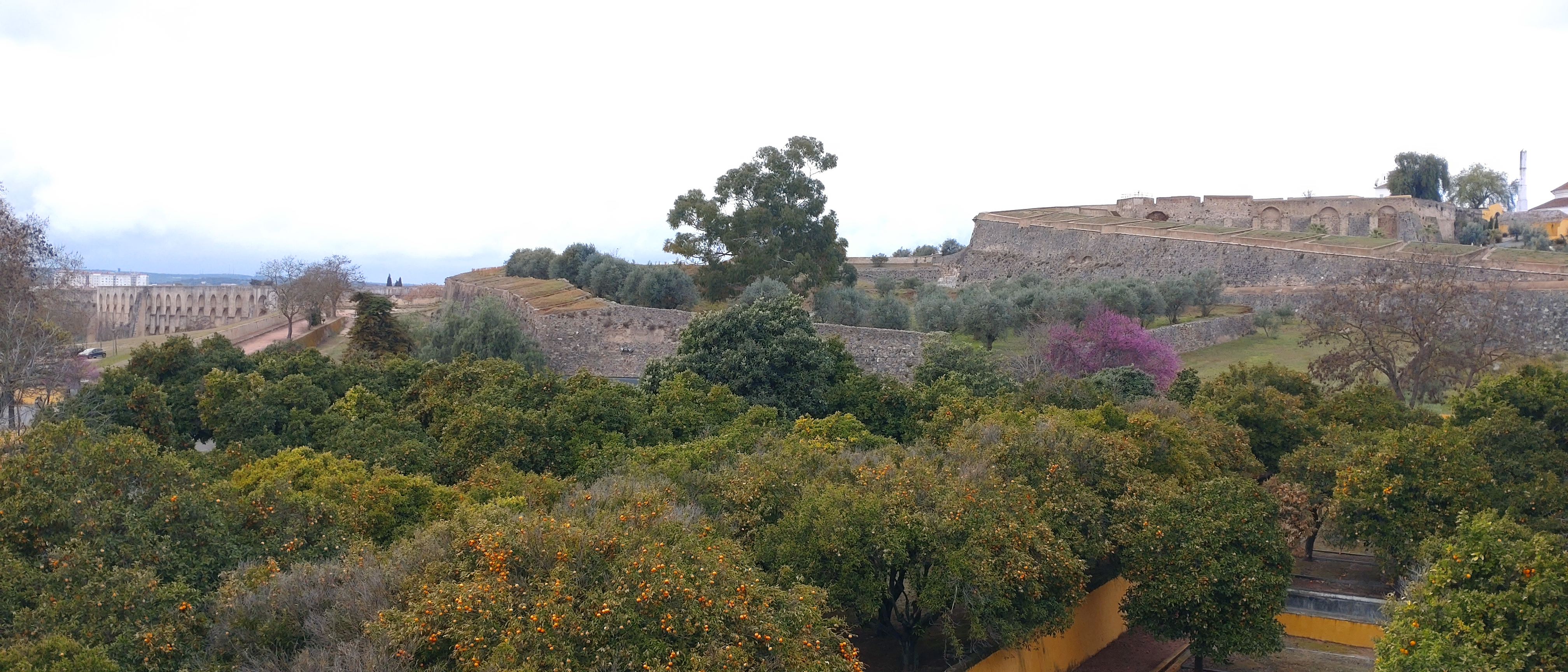
Befestigungsanlagen am südwestlichen Rand der Altstadt
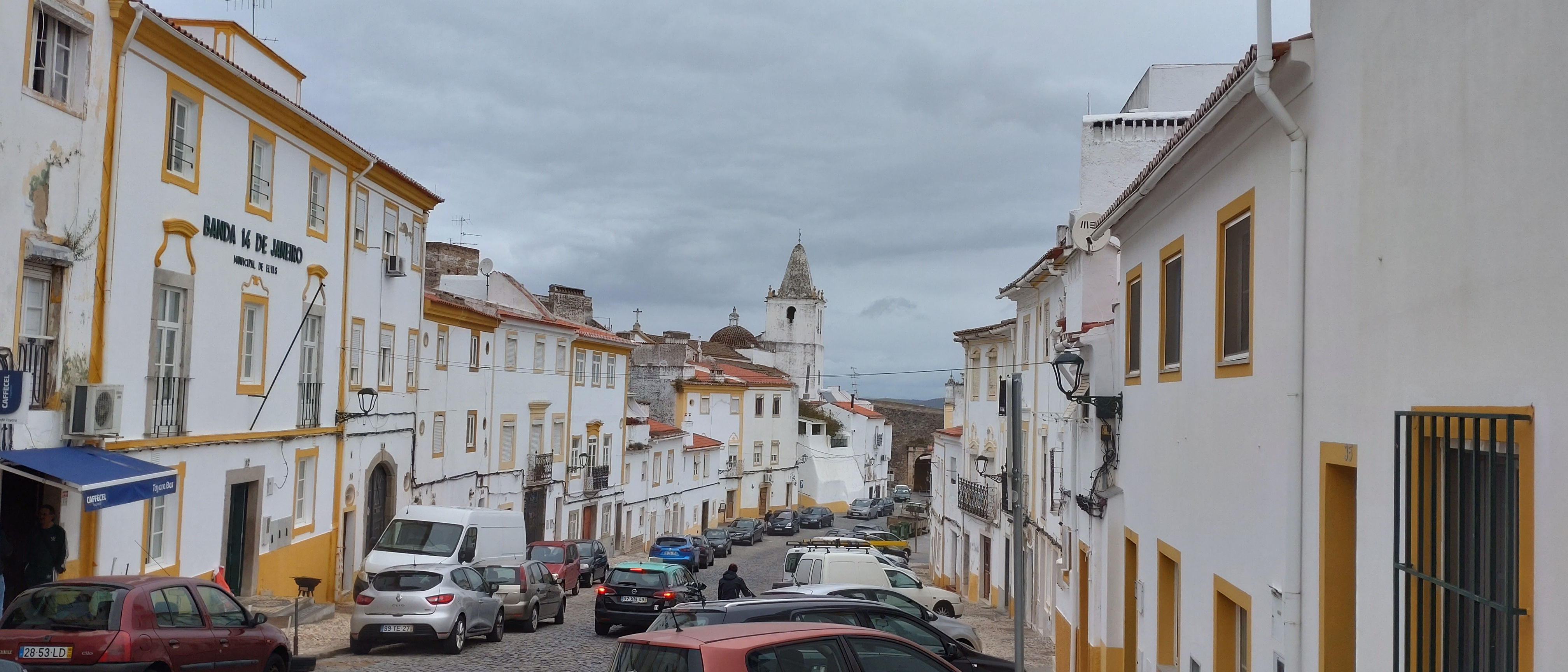
Straßenszenarie (Rua Sá da Bandeira)
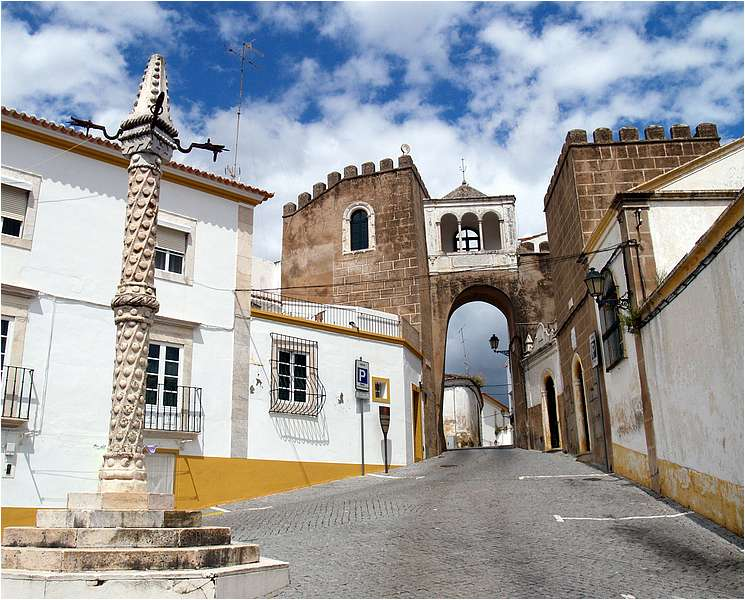
Eines der Stadttore im historischen Zentrum
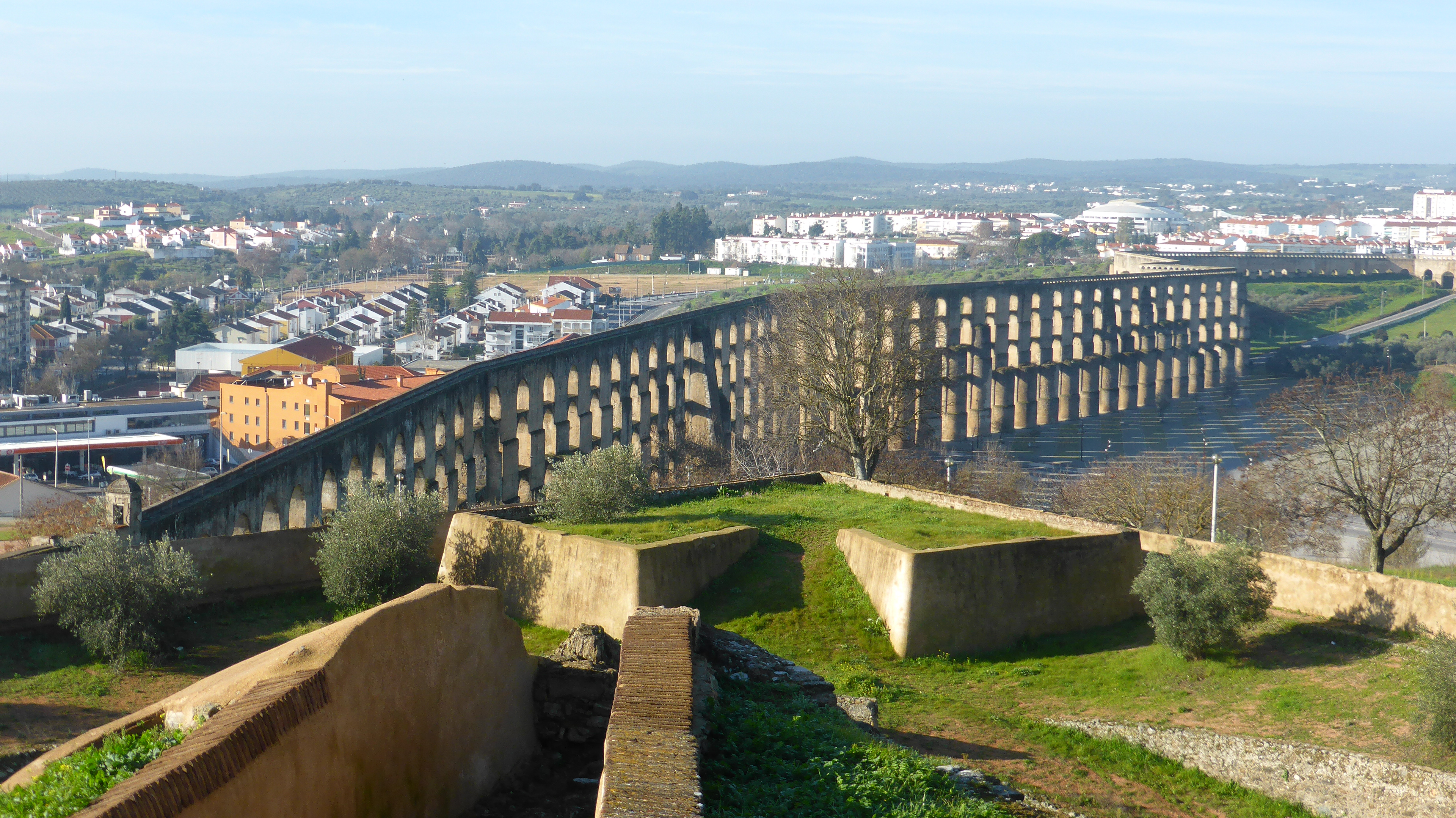
Das Aquädukt von Amoreira
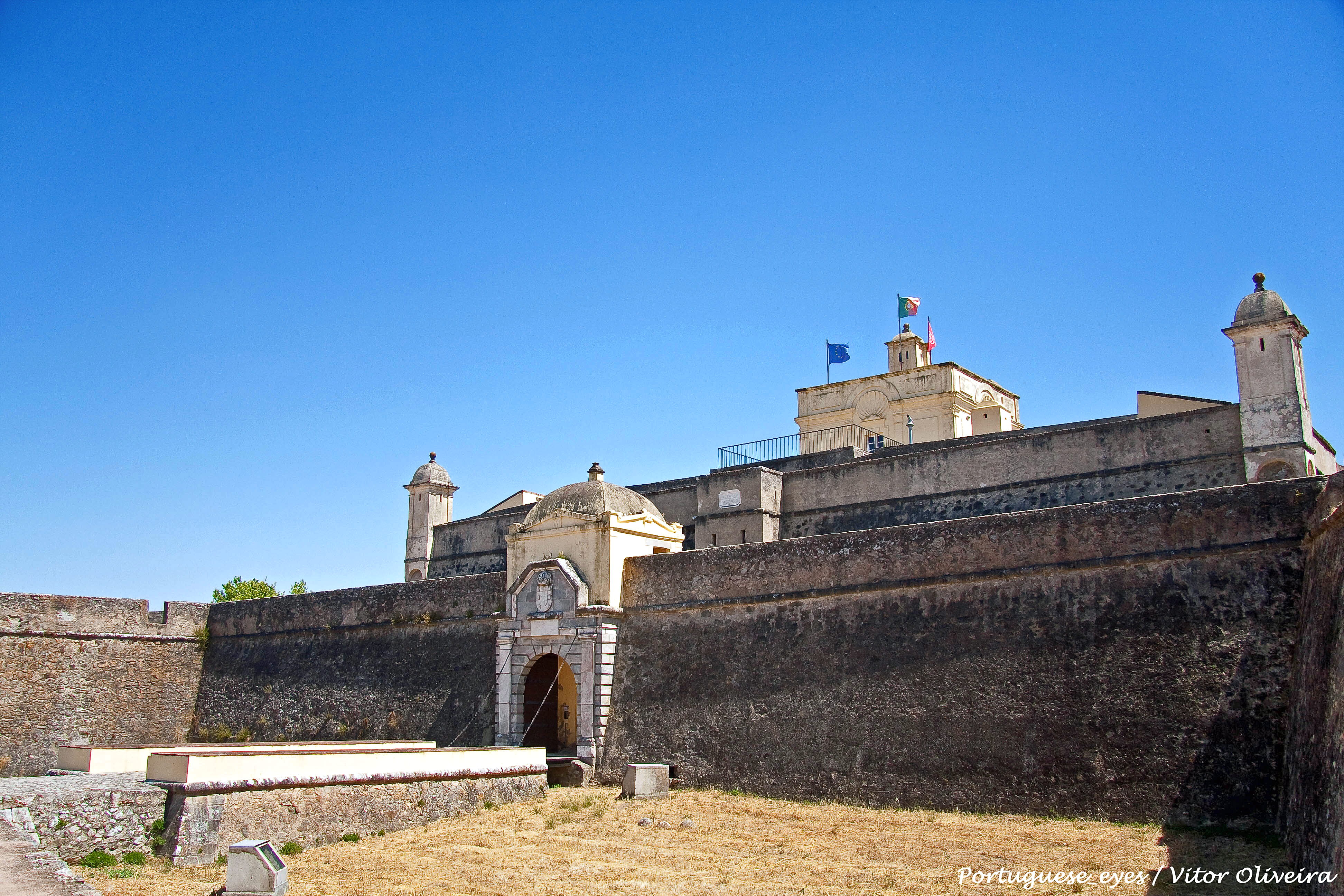
Die Festung Forte de Santa Luzia
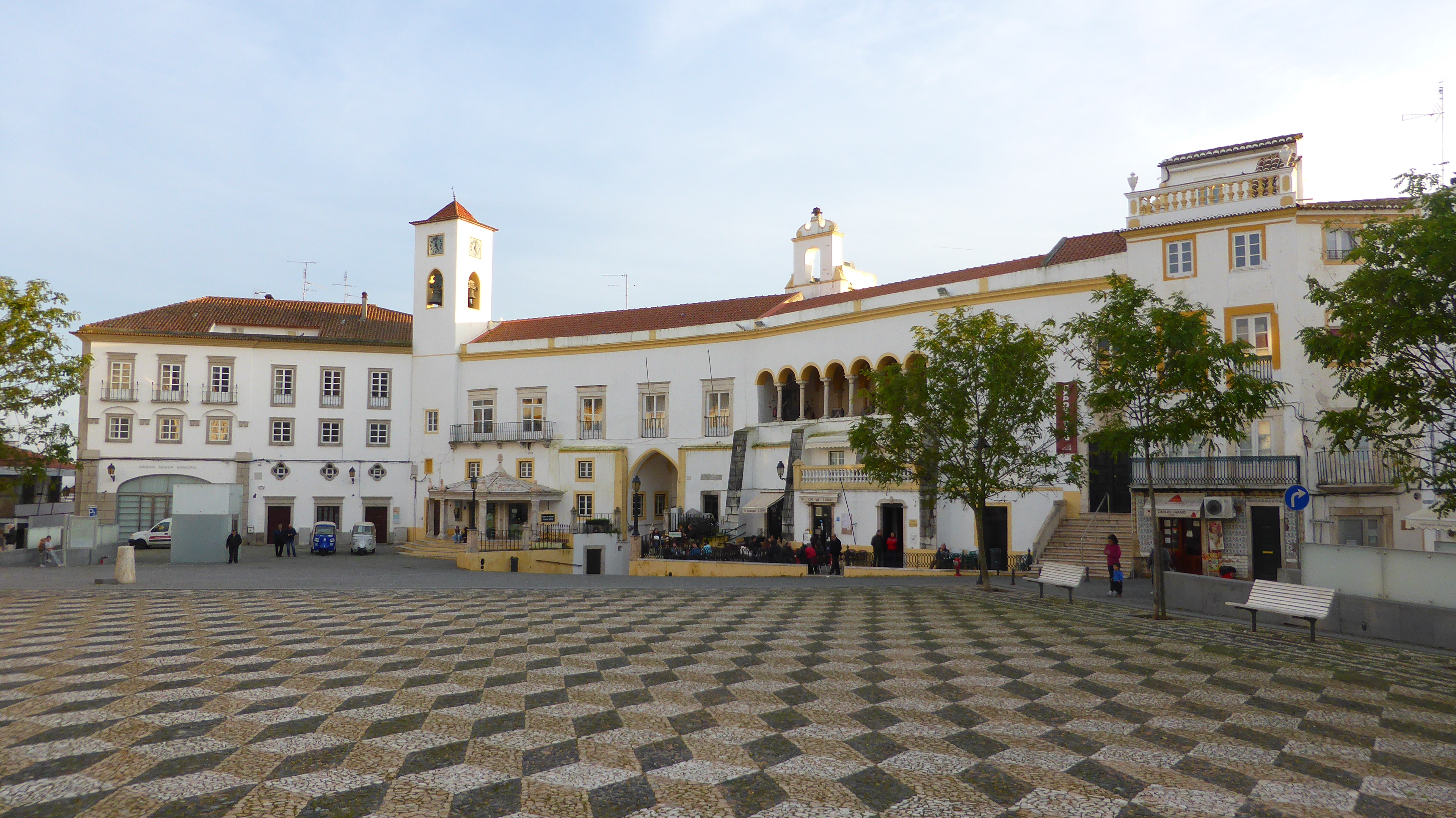
Hauptplatz Praça da República

## Verwaltung

### Kreis
Elvas ist Verwaltungssitz eines gleichnamigen Kreises, der im Südosten an Spanien grenzt. Die Nachbarkreise sind (im Uhrzeigersinn im Norden beginnend): Arronches, Campo Maior, Alandroal, Vila Viçosa, Borba sowie Monforte.
Mit der Gebietsreform im September 2013 wurden mehrere Gemeinden zu neuen Gemeinden zusammengefasst, sodass sich die Zahl der Gemeinden von zuvor elf auf sieben verringerte.
Die folgenden Gemeinden (Freguesias) liegen im Kreis Elvas:

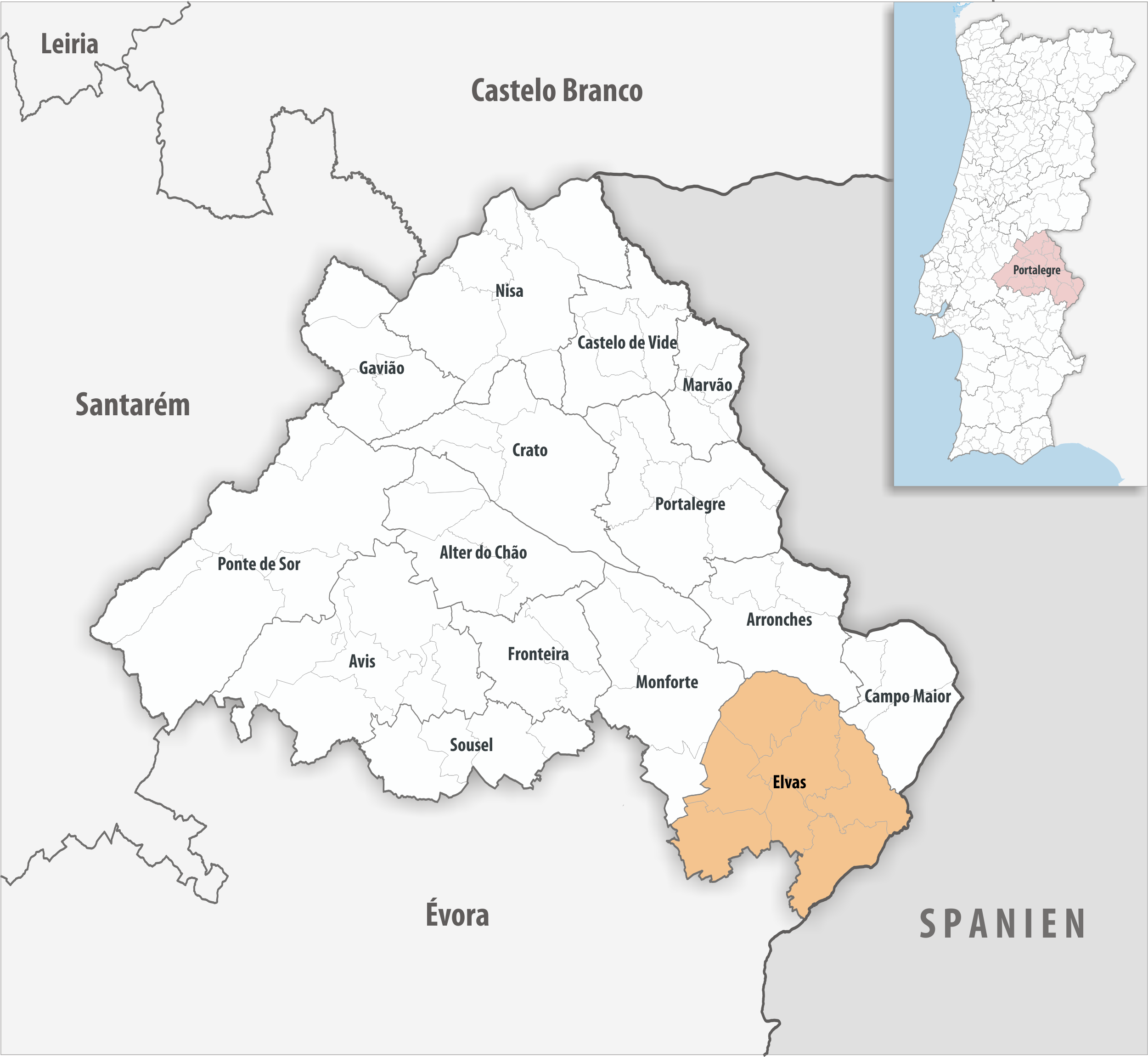
Kreis Elvas

| Gemeinde                                    | Einwohner (2021) | Fläche km² | Dichte Einw./km² | LAU- Code |
| ------------------------------------------- | ---------------- | ---------- | ---------------- | --------- |
| Assunção, Ajuda, Salvador e Santo Ildefonso | 9.059            | 98,66      | 92               | 120712    |
| Barbacena e Vila Fernando                   | 801              | 82,53      | 10               | 120714    |
| Caia, São Pedro e Alcáçova                  | 5.376            | 104,04     | 52               | 120713    |
| Santa Eulália                               | 1.028            | 98,52      | 10               | 120706    |
| São Brás e São Lourenço                     | 1.629            | 47,63      | 34               | 120707    |
| São Vicente e Ventosa                       | 732              | 101,68     | 7                | 120708    |
| Terrugem e Vila Boim                        | 2.105            | 98,22      | 21               | 120715    |
| Kreis Elvas                                 | 20.730           | 631,28     | 33               | 1207      |

### Bevölkerungsentwicklung
| Einwohnerzahl im Kreis Elvas (1801–2011) | Einwohnerzahl im Kreis Elvas (1801–2011) | Einwohnerzahl im Kreis Elvas (1801–2011) | Einwohnerzahl im Kreis Elvas (1801–2011) | Einwohnerzahl im Kreis Elvas (1801–2011) | Einwohnerzahl im Kreis Elvas (1801–2011) | Einwohnerzahl im Kreis Elvas (1801–2011) | Einwohnerzahl im Kreis Elvas (1801–2011) | Einwohnerzahl im Kreis Elvas (1801–2011) |
| ---------------------------------------- | ---------------------------------------- | ---------------------------------------- | ---------------------------------------- | ---------------------------------------- | ---------------------------------------- | ---------------------------------------- | ---------------------------------------- | ---------------------------------------- |
| 1801                                     | 1849                                     | 1900                                     | 1930                                     | 1960                                     | 1981                                     | 1991                                     | 2001                                     | 2011                                     |
| 16.963                                   | 15.425                                   | 21.548                                   | 24.711                                   | 28.562                                   | 24.981                                   | 24.474                                   | 23.361                                   | 23.078                                   |

### Kommunaler Feiertag
- 14. Januar (Gedenktag der Schlacht vom 14. Januar 1659)

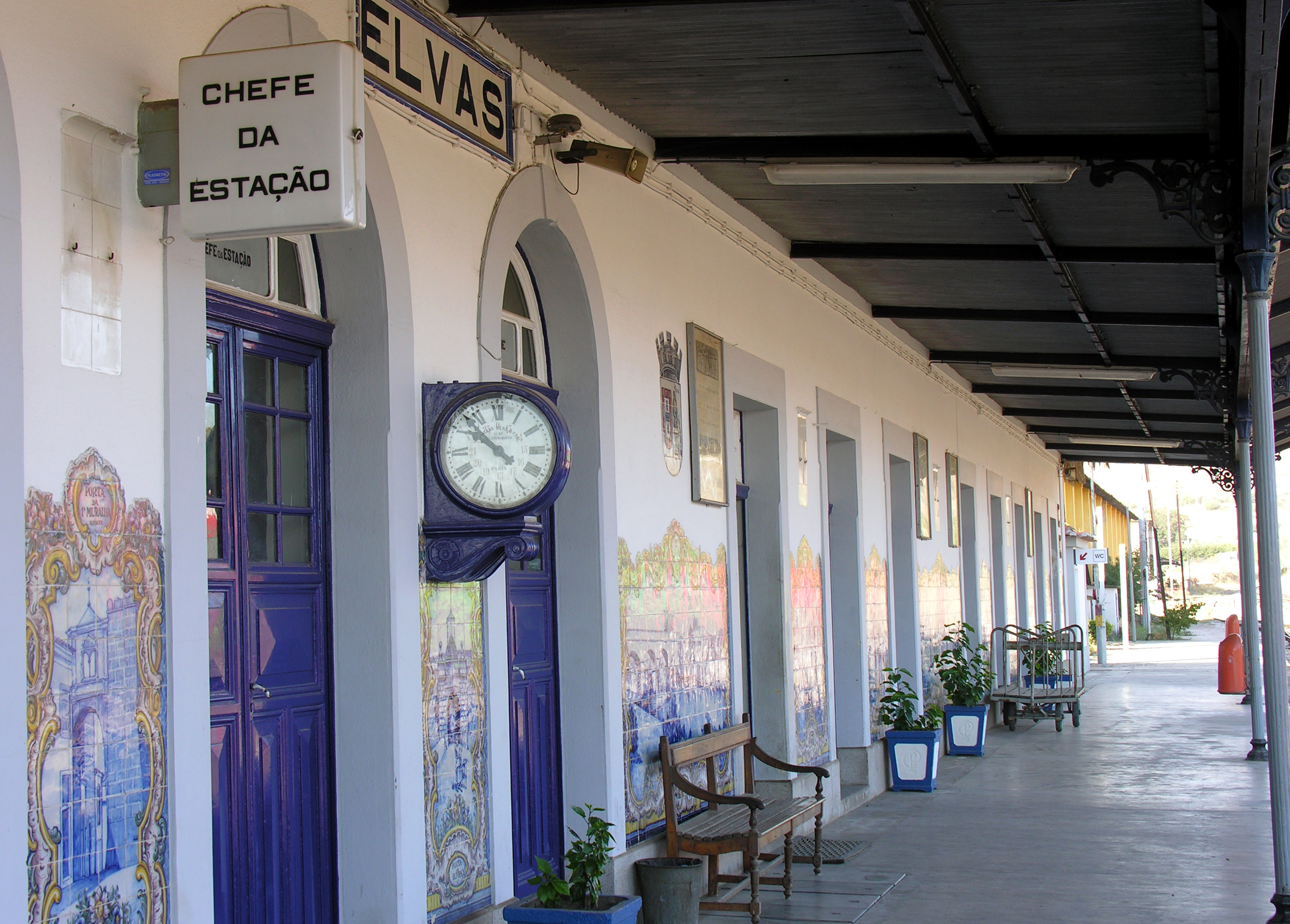
Im Bahnhof von Elvas

### Städtepartnerschaften
- Spanien: Badajoz
- Spanien: Olivença[8]

## Verkehr
Die Stadt ist über die Eisenbahnstrecke Linha do Leste zu erreichen. Vom 1. Januar 2012 bis 28. August 2017 wurde über die Strecke nur noch Güterverkehr abgewickelt, seither gibt es wieder zwei Zugspaare zwischen Badajoz und Entroncamento an der Linha do Norte.
Eine von der EU co-finanzierte Schnellfahrstrecke Lissabon–Madrid soll im Rahmen des Südkorridors im Transeuropäischen Verkehrsnetz (TEN-V) die portugiesischen Häfen (Sines, Setúbal) mit Spanien und dem übrigen Europa verbinden. Der neue Streckenabschnitt zwischen Évora und Elvas auf der portugiesischen Seite soll Ende 2024 fertiggestellt werden. Es wird die erste Schnellfahrstrecke in Portugal mit Geschwindigkeiten ab 250 km/h gemäß europäischer Klassifizierung. Auf der spanischen Seite ist der Abschnitt der Extremadura-Hochgeschwindigkeitsstrecke zwischen Badajoz und Plasencia fertiggestellt. 2021 äußerte der portugiesische Ministerpräsident António Costa, dass auch eine Personenbeförderung vorgesehen ist, so dass eine Zugfahrt zwischen Lissabon (Oriente) und Madrid (Atocha) dann fünf Stunden dauern soll (heute: ca. zehn Stunden). Es wird für Elvas der bestehende Bahnhof außerhalb der zentralen Ortslage genutzt.
Elvas ist in das landesweite Busnetz der Rede Nacional de Expressos eingebunden.

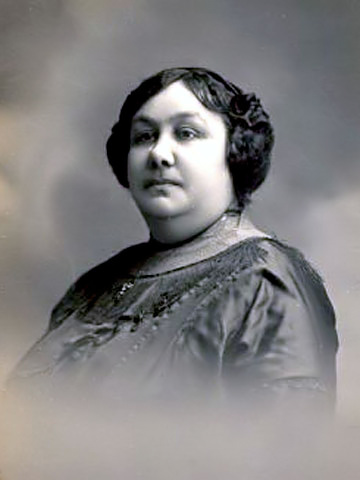
Adelaide Cabete

Über die Autobahn A6 und die Nationalstraße N4 ist Elvas an das Straßennetz des Landes angeschlossen.

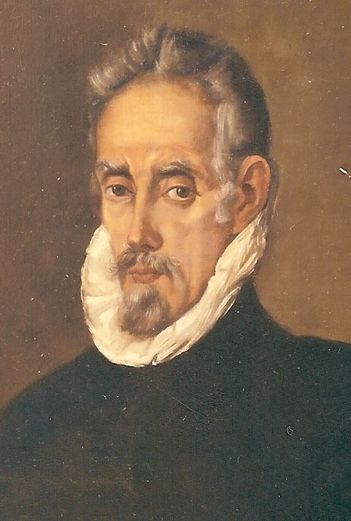
Luís Gomes da Mata

## Söhne und Töchter der Stadt
- Pedro Margalho (1474–1556), Philosoph, Kosmograf, Theologe und Jurist
- Manuel Rodrigues Coelho (1555–1633), Organist und Komponist
- Luís Gomes da Mata (1558–1607), Finanzier, Inhaber des Postmonopols in Portugal
- Diogo Nunes da Veiga (1590–unbekannt), Kaufmann
- José Francisco de Abreu (1753–?), Architekt
- José Lúcio Travassos Valdez (1787–1862), Graf von Bonfim, Politiker, Ministerpräsident
- João de Fontes Pereira de Melo (1780–1856), Militär, Marineminister, Gouverneur der Kapverden
- Luís da Silva Maldonado de Eça (1808–1879), General und Politiker, Kriegsminister 1869/1870
- Joaquim Filipe Nery da Encarnação Delgado (1835–1908), General des Heeres und Geologe
- Luís Leitão (1866–1940), Schriftsteller, Journalist und Philanthrop
- Adelaide Cabete (1867–1935), Feministin, Ärztin, Freimaurerin, Tierrechtlerin und republikanische Politikerin
- Virgínia Quaresma (1882–1973), Journalistin und Bürgerrechtlerin
- Francisco António Brás (1905–1922), Dichter
- Sofia Pomba Guerra (1906-Anfang 1970er), Pharmazeutin, Lehrerin und kommunistische Widerstandskämpferin
- Patalino (1922–1989), Fußballspieler
- Pedro Efe (1942–2021), Filmschauspieler
- Amadeu Lopes Sabino (* 1943), Schriftsteller
- Paco Bandeira (* 1945), Musiker
- João Loy (* 1961), Film- und Fernsehschauspieler und Theaterregisseur
- César Magarreiro (* 1964), Marineoffizier, Schriftsteller und Geograf
- Henrique Sereno Fonseca (* 1985), Fußballspieler